# Plesiopleurodon wellesi
Plesiopleurodon wellesi (лат.) — плезиозавр позднемеловой эпохи. Описан К. Карпентером в 1996 году из раннего сеномана Вайоминга (Belle Fourche Shale). Единственный вид рода Plesiopleurodon.
Известен полный череп с нижней челюстью, коракоид и серия шейных позвонков. Череп низкий, с довольно длинной мордой, поверхностно схож с черепом лиоплевродона (отсюда название — «близкий к лиоплевродону»). На длинном симфизе нижней челюсти 8 пар крупных зубов, круглых в поперечном сечении, с исчерченным основанием. Шейные рёбра с одной головкой, в отличие от лиоплевродона. Размеры мелкие — длина черепа 71 см, общая длина около 3 метров.

## Реконструкции
Плезиоплевродон представлен в сериале «Прогулки с динозаврами» в серии «Небесный гигант» — орнитохейр летит над океаном, когда внизу плывет этот плиозавр.